# Satjadžit Raj
Satjadžit Raj, indijski (bengalski) filmski režiser, producent in scenarist, * 2. maj 1921, Kalkuta, Indija, † 23. april 1992, Kalkuta, Indija.
Satjadžita stroka obravnava kot enega največjih ustvarjalcev kinematografije 20. stoletja. Rojen je bil v Kalkuti, v bengalski družini, ki je bila pomembna v tamkajšnjem umetniškem in literarnem svetu. Svojo kariero je začel kot komercialni umetnik, po srečanju s francoskim filmarjem Jeanom Renoirjem pa se je spustil v samostojne vode. V tem prelomnem obdobju je nanj naredil velik vtis tudi italijanski neorealistični film Tatovi koles (ogledal si ga je med obiskom Londona).
Raj je režiral 37 filmov, med njimi kratke filme, dokumentarne filme, ipd. Bil je tudi pisec fikcije, založnik, grafični oblikovalec, ilustrator in filmski kritik. Njegov prvi film, Pather Panchali (1955), je prejel 11 mednarodnih nagrad, med njimi tudi nagrado Best Human Document na festivalu v Cannesu. Med številnimi nagradami je tudi častni oskar iz leta 1991.